# Ischaemum muticum
Ischaemum muticum är en gräsart som beskrevs av Carl von Linné. Ischaemum muticum ingår i släktet Ischaemum och familjen gräs. IUCN kategoriserar arten globalt som livskraftig. Inga underarter finns listade i Catalogue of Life.